# 1993 a tudományban
1993 a tudományban és a technikában.

## Csillagászatésűrkutatás
- december 2. – Megkezdődik az STS–61 küldetés. Feladata, hogy kijavítsa a Hubble-űrtávcső nem megfelelően csiszolt tükrét.
- augusztus 26. – A Mars felé indított Mars Observer szondával megszakad a kapcsolat.

## Orvostudomány
- április 10. – Az első Nemzeti rákellenes nap Magyarországon.
- április 23. – A WHO a gümőkórral kapcsolatban globális vészhelyzetet jelent be.

## Számítástechnika
- március 22. – Az Intel kiadja az első Pentium chipeket, melyeknek 16X16 mm-es lapkáin 3,1 millió tranzisztor foglal helyet.
- március 31. – Egy Richard Depew által létrehozott programhiba miatt egy cikk 200 hírcsoporthoz jut el folyamatosan. A spam szót Joel Furr használta először.
- április 22. – A Mosaic böngésző első változata megjelenik.
- április 30. – A CERN bejelentette, hogy a Világháló mindenki számára szabad és ingyenes.
- július 31. – A Windows NT 3.1-et kiadják NTFS fájlrendszer támogatással.

## Technika
- szeptember 4. – Az idegsejtek mintájára működő mikroprocesszort mutat be két kutató a Berkeley Egyetemen. Egyikük Roska Tamás az MTA Számítástechnikai és Automatizálási Tudományos Kutatóintézetének munkatársa.

## Díjak
- Nobel-díj
  - Fizikai Nobel-díj:  Russell A. Hulse (USA) és Joseph H. Taylor Jr. (USA) „egy kettőscsillag rendszerben lévő pulzár felfedezéséért”.
  - Kémiai Nobel-díj: Kary B. Mullis, Michael Smith „a polimeráz-láncreakciós (PCR) eljárás feltalálásáért”.
  - Fiziológiai és orvostudományi Nobel-díj: Richard J. Roberts, Phillip A. Sharp megosztva „génkutatásban elért eredményeikért”.
- Turing-díj: Juris Hartmanis, Richard Stearns
- Wollaston-medál a geológiáért: Samuel Epstein

## Halálozások
- február 11. – Robert W. Holley (született 1922), amerikai biokémikus, orvosi Nobel-díjas.
- március 3. – Albert Bruce Sabin bakteriológus, gyermekgyógyász, a járványos gyermekbénulás elleni vakcina kifejlesztője (* 1906).
- március 20. – Polykarp Kusch (született 1911), német fizikus, fizikai Nobel-díjas.
- április 5. – Juhász-Nagy Pál (született 1935), ökológus, akadémikus.
- november 1. – Severo Ochoa (született 1905), spanyol biokémikus, orvosi Nobel-díjas.
- december 7. – Wolfgang Paul (született 1913), német fizikus, fizikai Nobel-díjas.